# Потахи
Потахи (пол. Potachy) — село в Польщі, у гміні Занемишль Сьредського повіту Великопольського воєводства.
У 1975-1998 роках село належало до Познанського воєводства.